# Giovanni Malaman
Giovanni Malaman (Venezia, 7 giugno 1824 – Padova, 2 febbraio 1904) è stato un patriota e ingegnere italiano.
Laureato in Ingegneria all'Università di Padova nel 1846, partecipò alla difesa della Repubblica di San Marco a Venezia contro l'Austria nel 1848-49; comandò l'artiglieria del forte di Ca' Duse e fu promosso tenente. Quando Venezia tornò sotto controllo austriaco, il 22 agosto 1849, fu privato del posto governativo di ingegnere allievo con la motivazione di aver "preso grande attività alla rivoluzione portando le armi contro il governo austriaco e rendendosi con ciò immeritevole della fiducia del medesimo".
Avendo preso parte alla cospirazione anti-austriaca del 1852, come agente del Comitato centrale veneto, fu condannato a morte nel 1853, quale reo del reato di alto tradimento, commutata poi in dodici anni di carcere duro da scontarsi a Josephstadt (oggi Fortezza Josefov, incorporata nell'odierna città boema Jaroměř). Compagno di carcere di Alberto Cavalletto, fu liberato con il condono imperiale del 2 dicembre 1856.
Nella terza guerra d'indipendenza del 1866, fu volontario con i Cacciatori delle Alpi di Giuseppe Garibaldi, vincitore a Bezzecca contro le truppe imperiali austriache.
Essendo di ideali repubblicani, non era sempre stato d'accordo con alcuni atteggiamenti della politica cavouriana. Morì a Padova nel 1904. Nel 1914 il Comune gli intitolò la strada che attraversa Porta Santa Croce per la quale il re Vittorio Emanuele II era entrato per la prima volta in città nel 1866.